# Arbeitsstelle für Jugendseelsorge
Die Arbeitsstelle für Jugendseelsorge (afj) ist eine Einrichtung der Deutschen Bischofskonferenz in Deutschland, deren Hauptaufgabe die Unterstützung und konzeptionelle Förderung der Jugendpastoral in der römisch-katholischen Kirche in Deutschland ist.

## Auftrag und Struktur
Als Fachstelle für Jugendfragen der Deutschen Bischofskonferenz hat die Arbeitsstelle den Auftrag, die Akteure in der Jugendpastoral in den Diözesen, Orden, katholischen Jugendverbände sowie weiterer Träger kirchlicher Jugendarbeit zu vernetzen und zu unterstützen und ihre Zusammenarbeit zu koordinieren. Dies geschieht durch Fortbildungen, Vernetzungstreffen und Publikationen. Ferner werden neue Entwicklungen in der (Jugend-)Pastoral beobachtet, gefördert und begleitet. Die Arbeitsstelle fördert zudem die Begegnung der katholischen Jugend auf übernationaler Ebene.
Dafür hat die Arbeitsstelle die Referate Glaubensbildung, Ministrantenpastoral und liturgische/kulturelle Bildung, Politische Bildung, Jugendpastorale Bildung und Jugendpastorale Grundsatzfragen. Kooperationen bestehen u. a. mit dem Bund der deutschen katholischen Jugend (BDKJ) und seinen Mitgliedsverbänden, der Arbeitsgemeinschaft katholisch-sozialer  Bildungswerke (AKSB), dem Katholischen Büro in Berlin, dem  Bundesministerium für Familie, Senioren, Frauen und Jugend, der Katholischen Akademie für Jugendfragen, dem Liturgischen Institut in Trier und dem Päpstlichen Rat für die Laien in Rom. Sie ist beteiligt an Forschungen und Studien in Zusammenarbeit mit der Bundeszentrale für politische Bildung und der Deutschen Kinder- und Jugendstiftung, die beispielsweise 2016 gemeinsam die SINUS-Studie „Wie ticken Jugendliche 2016?“ in Auftrag gab.
Die Arbeitsstelle ist der Jugendkommission der Deutschen Bischofskonferenz zugeordnet und arbeitet eng mit dem der Bischofskonferenz in Bonn zusammen. Die Arbeitsstelle hat ihren Sitz im Jugendhaus Düsseldorf, Leiterin ist Bianca Mohr.

## Geschichte
Das Ende des Zweiten Weltkriegs war für die Deutsche Bischofskonferenz der Anlass, um viele Bereiche in der römisch-katholischen Kirche in Deutschland neu zu organisieren. 1945 richtete die deutsche Bischofskonferenz in Haus Altenberg die Bischöfliche Hauptstelle für Katholische Jugendseelsorge und Jugendorganisation in den deutschen Diözesen ein und beauftragte Prälat Ludwig Wolker am 9. November 1945 mit der Leitung.
1957 bezog die afj das Jugendhaus Düsseldorf. Heute nutzen die afj und die Bundesstelle des 1947 in Paderborn gegründeten Bundes der Deutschen Katholischen Jugend das Jugendhaus als Bundeszentrale und bieten über dieses viele Dienstleistungen für die Jugendarbeit an.

## Herausgeber (Auswahl)

### Zeitschriften
- Top, Hallo. Das Magazin für junge Christen.[2]

### Bücher (Auswahl)
- Jugendpastorale Perspektiven[3]
- Jugend, Kirche, Sexualität